# Campiglossa virgata
Campiglossa virgata är en tvåvingeart som först beskrevs av Erich Martin Hering 1940.  Campiglossa virgata ingår i släktet Campiglossa och familjen borrflugor. Inga underarter finns listade.